# 西環契仔契女
西環契仔契女，或稱西契黨、西環黨、西環契弟黨等，是指一些由中央人民政府駐香港特別行政區聯絡辦公室（簡稱香港中聯辦）背後扶植及支持的香港建制派陣營人士，該詞帶有諷刺性，由於西環是香港中聯辦所處的位置，故用「西環」指代中聯辦（相對的「中環」代指香港特別行政區政府），而「契仔契女」則在粵語中指乾兒子乾女兒，「契弟」除指結拜弟弟外，也有同性戀的意思，並引申為粵語髒話。
被輿論列為西環契仔契女的香港立法會議員有創建力量謝偉俊、香港經濟民生聯盟梁美芬、新民黨的容海恩、葉劉淑儀和自稱「獨立」的前香港律師會會長何君堯等，大部份是法律界出身。一些在張曉明任職香港中聯辦主任期間冒起的新興激進建制派組織如「愛護香港力量」、「愛港之聲」、「保衛香港運動」等也被媒體視為西環契仔契女。另外，香港政壇上也有將傳統建制派政黨民建聯及工聯會列為「中聯辦親生兒」。
端傳媒一項就周永勤退選風波的報道中，提及自2008年立法會選舉開始，中聯辦就開始挑選「政治代理人」，而親中聯辦候選人，得票亦一次比一次多。

## 冒起背景

### 中聯辦介入
中華人民共和國於香港和澳門以外的地區實施直接統治，各行政區皆有中共黨委領導人民政府，在以黨領政的情況下，各省市縣區之黨委書記，例如省委書記、市委書記等，地位和權力均高於省長、市長等。但是對港澳地區則必須顧及一國兩制，不會直接向香港下命令，因此中央人民政府必須通過間接的方式來影響香港特區政府，避免香港政府「過於獨立」（香港財政獨立，不向中央賦稅），也需要一個在地的機構時刻「看緊」香港事務。評論人士李芄紫說，在中央不信任香港的時候，中聯辦權力就越大，中聯辦身為「半決策者」的角色就越鮮明，投誠者和潛在的權力「租客」就越多。自2003年《基本法23條》立法失敗後，中聯辦的角色便從盡量不干預轉換成積極介入。
2008年，中聯辦研究部部長曹二寶在中共中央黨校刊物《學習時報》撰文指，香港需建立「第二支管治隊伍」。前新加坡《海峡时报》駐中華人民共和國首席特派員、民主派時事評論員程翔憶述：「這是很重要的signal（信號），我看完立即傳給所有立法會議員，包括建制派，希望他們在立法會提出質詢，要求特區政府表態。」然而當時包括議員、政府和社會也沒人討論。他表示：「我不怪香港人，大部分人都不熟大陸政治，也很少看大陸的文章。」2009年，該文經傳媒報道後引起廣泛關注，然而中聯辦早已公開運作。
2012年12月18日，張曉明出任香港中聯辦主任，翌年1月他在公開場合表明「西環不治港，但是西環要盡責」，與前任高祀仁和彭清華的低調作風不同，他多次就香港的敏感政治議題發言，引起關注，被民主派視為「強硬派」人物。2014年，香港社會進入討論政改的重要階段，同年8月19日，張曉明與街坊工友服務處執行監督梁耀忠等數名泛民立法會議員會面，路透社、法新社等多間外電均引述消息報道，梁耀忠當時問張曉明，中央會否允許泛民人士參選特首，張曉明回應稱：「你們能活着，就足以顯示國家的文明及包容。」該言論被外界質疑是「製造敵我矛盾」，而會面也未能打破泛民與中央之間的僵局。
張曉明的任期與梁振英擔任香港特別行政區行政長官的任期幾乎完全重疊，且任內一直認同梁振英的表現。2015年9月12日，張曉明出席《基本法》頒布25周年研討會，發表《正確認識香港特別行政區政治體制的特點》，提出了具有爭議的「特首超然論」，他認為：「香港不實行三權分立的政治體制，回歸前不是，回歸後也不是，不搞三權分立是《基本法》起草有關規定時的一個重要指導思想。」他續說：「特首更具有雙首長身份和雙負責制的責任，使行政長官具有超然於行政、立法、司法三個機關之上的特殊法律地位。」（行政長官在基本法設獨立篇幅，因而被視為「超然」）該言論引起香港特別行政區終審法院首席法官馬道立和前任終院首席法官李國能表態，他們重申法律面前人人平等、司法獨立是香港的核心價值。另外，在張曉明任內有一些新興激進建制派組織冒起，包括「愛護香港力量」、「愛港之聲」、「保衛香港運動」等，這些組織公開支持政府，並且與激進民主派屢次發生肢體碰撞。
建制派政黨自由黨的田北俊在2016年香港立法會選舉過後接受傳媒訪問時說，在名單比例代表制中「中聯辦的影響力很大」。他舉例說，新界東有50萬人投票，中聯辦只要控制一萬票就可以了。「一萬票在50萬票不是大數目，但它最後只要給兩名候選人，排第八、第九，各分五千票，便保證你能勝出了。」他續指，由於中聯辦在背後打點安排，所以可以看到新民黨的容海恩雖然是個「甚麽都沒有做的新人」，但她的資源已經很多，所有社團的票都分配給她。

### 左派勢力重組
香港的左派勢力自六七暴動後陷入低潮，直至1980年代港英政府推行有地方自治及擴大民主成分的香港政治制度改革，加上臨近香港回歸，左派開始吸納地區街坊組織，以居民協會方式重整勢力，在香港回歸後控制絕大部分的香港區議會，掌握地區資源和政治勢力。本土左派與新興的西環黨的分別，在於本土左派的政治本錢是由自身幾十年在香港累積得來（部分通過自身的長年經營），而西環黨則是通過組織配票製造出來。
雨傘運動後，當地建制派分為以傳統左派民建聯及工聯會，和以新民黨和經民聯為主的「西環黨」。在2016年香港立法會選舉期間，為了配合西環黨，民建聯與工聯會派出的名單較為保守，在新界東及新界西兩個9議席選區分別派三隊，在九龍港島五至六議席選區則出兩隊，此舉是要協助西環黨人，也有利配票。選舉結果是民建聯成功全部當選，但傳統左派工聯會則失利，工聯會在新界東的勞工界功能界別立法會議員鄧家彪、區議會（第二）功能界別候選人王國興均落敗，而無往績兼曾經在論壇表現欠佳、知名度低的容海恩卻勝選。

## 扶植目的

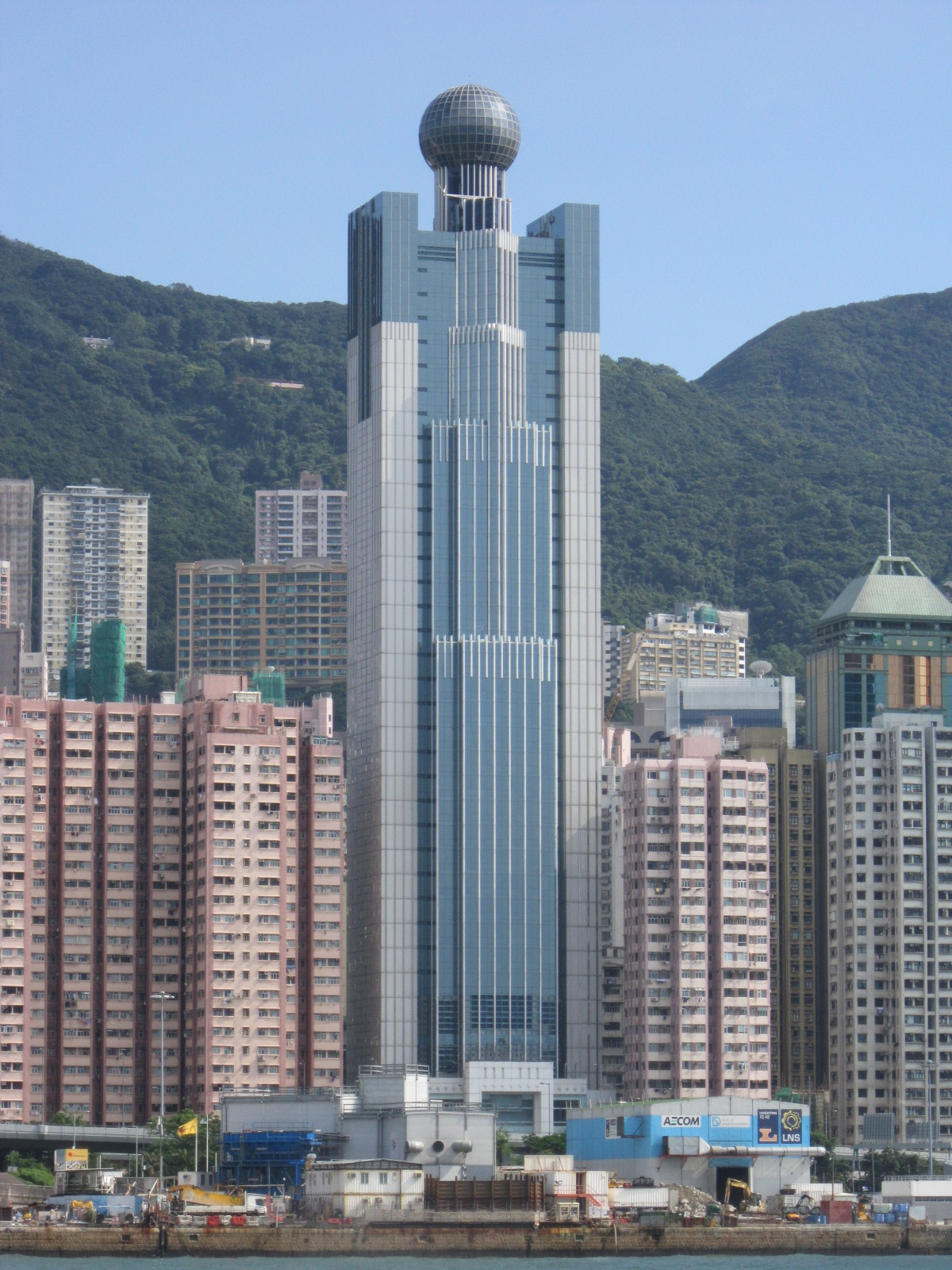
香港中聯辦所在地西港中心

根據建制派政黨自由黨榮譽主席田北俊的分析，在2016年香港立法會選舉結果中，被中聯辦看上的議會「新貴」全具備專業的法律背景。相反的，敗選的工聯會不但形像老土、草根，議政水平也不高，更長年被形容為「土共」代表。
非建制派陣營認為，中聯辦要扶植那些具專業背景律師進入立法會，用意是希望直接干預並壓制議會內的非建制派勢力，而北京當局近年重視「說法講法」，多次強調為確保「一國兩制」不變樣，全力支持香港特首「依法治港」。而西契黨的律師，可在議會內，針對個別法案找出漏洞重新演釋或解讀，加上其專業形象對公眾會有一定的說服力。西契黨的成立，一方面可以革新「土共」形象，爭取香港的中間選民支持，同時也被認為包含長期「西環治港」打算，以建制的律師對付非建制的律師。
立場親共及反對梁振英的《成報》在2016年9月初發表署名評論文章，指出佔領運動後中央人民政府對香港的維穩成本隨之增加，但「專項撥款少不免被層層攤派」，又表示「至於落在山高皇帝遠的『地方諸侯』中聯辦手裏，又哪會有『清水衙門』存在的道理？」同時為求「整肅重組」，可「無疾而終」，更加要在2016年立法會選舉造就「西環契仔、契女」當選，連傳統建制陣營如民建聯和工聯會也要讓路；另一方面，也要扶植「中間派和本土派」來打擊傳統泛民勢力。

### 打擊民主派
有香港執業大律師在報章撰文說，香港人眼中的律師形象與英美國家不一樣，律師行業在英美算不上是一種崇高的職業，即使很多英美政治人物都具有律師背景，然而香港大眾普遍認為律師是「衣着光鮮、談吐優雅、飽讀詩書、雄辯滔滔、辯才無礙」，是「選舉保證」。自從2003年二十三條擬立法，一批律師走出來反對，後來政府收回23條立法，外界已視這批律師為一股「政壇清泉」，律師在香港具有相當高學歷，不少畢業於香港大學，是城中的「天之驕子」，在香港成為律師在會被視為上流人士。2004年，余若薇、梁家傑、湯家驊及吳靄儀參加立法會選舉並贏得議席，他們於2006年成立公民黨，並於往後的立法會選舉再提拔了法律界新丁入立法會，其作為主流民主派和律師身分，專業議政獲得不少形象分和支持，亦成為民主派在功能界別專業界的主力。有見及此，北京當局為了挑戰這一股力量而扶植同樣的人物，例如在2008年起勝出立法會選舉的謝偉俊、梁美芬，以及在2016年勝出的張國鈞、何君堯及容海恩。

### 分化新界鄉紳傳統勢力
2016年8月25日晚上，西環黨之一的何君堯在2016年香港立法會選舉中的競爭對手、傳統鄉事派的新界西候選人周永勤突然宣佈棄選，並表示：「我不想身邊支持自己的人，惹上較高層次的麻煩，或者賠上代價。」周永勤被傳媒追訪時說，前一天他收到市民傳給他的錄音，指稱有人要動員追擊他。隨後傳媒披露了這兩段錄音，錄音中有一把男聲說︰「今晚會召集二、三十人在會場追擊周永勤，等他開論壇都無心機（沒有心情）為止」，追擊過後，「着返晒（穿回）何律師的背心，現場支持何律師、打氣」。事發後翌日，何君堯召開記者招待會，承認錄音中的男子是他的選舉義工，但強調所謂「追擊」並沒有實行。後來在受訪時說︰「他（周永勤）直情（簡直）是想大家同歸於盡，但是，何苦呢？」《端傳媒》引述消息人士指，為了控制不再甘於只為建制派民建聯拉票的新界鄉議局（鄉事派），以及打擊傳統鄉事勢力，因此中聯辦扶植曾任香港律師會會長的何君堯：「現在北京想逼不支持何君堯的人，也要支持他，是第一次那麼直接的干預。」又形容北京是「玩政治」，想趁機「收服」各鄉紳，又指中聯辦新界部近年在新界已經滲透得十分深入，連一些鄉事活動，比如打醮、節慶，都由中聯辦新界部管理打點。
周永勤後來交代事件經過，又指7月中有「駐港部門」人士游說他棄選，稱「我們想當選的人不是你，你並沒有我們的祝福。」2016年9月，田北俊在電台節目上說，中聯辦因擔心影響何君堯選情，故於同年7月曾勸他阻止周永勤參選，而他當時認為周永勤仍有機會當選，因此最終協商不成。他質疑中聯辦為“契仔”、“契女”配票是否已經越權。
程翔表示，因為中共一直想分化新界傳統鄉事派的勢力，所以長久以來都在培植人馬，一方面用新界社團聯會來抗衡，另一方面在鄉議局裡面培植親中聯辦力量，以抗衡鄉事派，而何君堯就是代表中聯辦培植出來做分化的「棋子」。他續指出，雖然新界鄉事派的立場一直都支持香港政府和中央人民政府，但由於整個新界鄉事派的勢力很大，不能夠看小。而中共策略一直都是分裂自己人：「香港新界鄉事派傳統勢力這麼強的話，中共一定會想辦法去分散。」

## 相關事件及回應
2012年12月30日，謝偉俊出席無綫新聞台節目《講清講楚》時，強調自己是「香港仔」，不是「西環契仔」，他承認中聯辦為他在立法會選舉拉票，但強調自己不會盲從中聯辦。謝偉俊表示，中聯辦官員不適宜太多露面，以免香港人以為香港「內地化」。謝偉俊又指不反對市民參加2013年1月1日的反梁振英遊行，認為梁振英的誠信問題已超越民怨爆發點。
2016年香港立法會選舉的結果，「西環黨」全數當選，何君堯在當選後被記者問到「要感謝的支持者是否包含中聯辦」時，何君堯直言「當然」，又形容自己與中聯辦的「友誼」，是他多年來從事法律工作培養的。而被視為是「西環新契女」的容海恩在選舉論壇表現欠佳，但仍在新東以36,183票奪一席，票數較社民連的梁國雄高。在被記者問到是否有中聯辦祝福，她說自己是依靠與新民黨結盟的公民力量，在地區已工作24年累積的市民支持。然而在當選之後，香港媒體《明報》拍到容海恩的「師博」葉劉淑儀的七人車坐駕在2016年9月5日進入中聯辦，逗留了約50分鐘後離開。葉劉淑儀當晚接受《明報》查詢時自稱當時不在車內，宣稱是司機把今年她在書展出版的書送到中聯辦，對停留近一小時不知情。後來她主動向《明報》道歉，承認自己說了謊，當時她在車上，進入中聯辦與跟人商討事務，但沒有回應見的是甚麼人和談了甚麼事。
2016年9月6日，何君堯在DBC數碼電台節目表示，自己是香港「親生仔」，沒正面回應是否西環契仔的提問，又表示期望大眾要尊重人、不要標籤人。對於新民黨主席葉劉淑儀的座駕昨日進入中聯辦，何君堯認為，與中聯辦聯絡很正常，反問「去政府就是政府契仔、去警署就是警署契仔？」又說「就算我是西環契仔，又有什麼問題？」同月他接受《明報》訪問，對於「新西環契仔」的稱呼，他說從未想過要撇清這個名稱，反問「雖然事實不是，但是又如何？」他稱自己從事服務型行業，要建立人際關係，光譜越寬，對自己越有幫助。
何君堯表示，希望別人不要標籤他為「西環契仔」，但他不諱言與中聯辦關係良好。他認為香港人必須認清中央是最終的權力掌控者，才能找出符合香港利益的應對之道。

### 社會評論
民主派傳媒人潘小濤說何君堯顯然是有意誤導記者及公眾，指出大家質疑的不是他作為律師而與「西環」建立密切關係，而是作為政客及立法會議員而與北京駐港機構有如此密切關係，並不恰當：「『契仔』是形同父子的關係，意思就是你能夠上位都因為這重關係呀！理論上，中聯辦只是聯絡機構，不應介入香港內部事務。公眾質疑的是，中聯辦竟然找來幾名香港律師，讓他們成為『契仔契女』，替他們助選拉票，促成他們當選，日後不就變成西環的傀儡？！」他又質疑葉劉淑儀為甚麼要說謊：「她也認為不宜讓公眾知道，在此敏感時刻現身『西環』，令人以為她是謝票或邀功？這些都令人以為『西環』在干預香港事務。」
《852郵報》有評論文章表示：「雖然何君堯大言不慚指就算他是西環契仔也沒有問題，不過作為前律師會主席的何君堯，是否忘記了《基本法》第22(1)及(3)的規定？」
香港民主派學者、前局長王永平說，《基本法》是體現「一國兩制」、港人治港、高度自治下國家政策的莊嚴憲法文件，在第22條清楚規定：一、中央人民政府所屬各部門……均不得干預香港特別行政區根據本港自行管理的事務；二、中央各部門……在香港特別行政區設立的一切機構及其人員均須遵守香港特別行政區的法律。他指出：「因為行政長官是由中央委任，所以中聯辦在特首選舉中扮演協調建制派在選委會委員的投票取向，以至表達中央意願的做法，雖然不理想，但仍是港人勉強可以接受的政治現實。不過，今屆特首梁振英當選後翌日便拜訪中聯辦，製造港人治港還須聽中聯辦說話的惡劣形象，是不少港人對『一國兩制』、高度自治失去信任的開始……如何協調建制派在立法會選舉中的參選名單、選舉策略，令建制派取得最多的議席，應該是中央賦予中聯辦的任務。在英殖時代，獲港督委任的立法會議員最終須聽命港英政府；今天，獲西環加持才能當選的議員自然視中聯辦為衣食父母；這是有人理直氣壯認為向中聯辦『講吓（提及一下）』自己在立法會的工作係『好正常』、『非常之恰當』的原因。」
《成報》批評大批「西環契仔女」進入立法會，香港立法會主席之爭更有明顯的中聯辦操控痕迹。中聯辦介入並操控香港政治，即所謂「西環治港」，已是不爭事實。
其中一名西環契女，經民聯梁美芬亦承認，於2016年角逐連任前，曾經就競逐連任一事知會中聯辦。